# Jimmie Angel
James Crawford "Jimmie" Angel, född 1 augusti 1899 i Cedar Valley, Missouri, död 8 december 1956 i Panama City, var en amerikansk flygare, efter vilken Angelfallen i Venezuela är uppkallad.

## Biografi
Angel föddes i närheten av Cedar Valley, Missouri, som son till Glenn Davis Angel och Margaret Belle (Marshall) Angel. De nuvarande Angelfallen var inte kända för omvärlden innan Jimmie Angel flög över dem den 18 november 1933. Angel återvände till vattenfallet den 9 oktober 1937 i avsikt att landa. Ombord på flygplanet fanns då hans andra hustru, Marie, Gustavo Heny och Henys trädgårdsmästare, Miguel Delgado. Angel försökte landa, men misslyckades. Flygplansnosen dök, då denna träffade mjuk mark och hjulen sjönk i leran. Därigenom blev det omöjligt att återigen lyfta. De oskadda passagerarna tvingades vandra över svår terräng med knapphändiga livsmedelsresurser i elva dagar. De tog sig från Tepui och ner till den närmaste bosättningen på Kamarata. Angels flygplan stod kvar på Auyantepui fram till 1970, då det plockades isär och togs ner av venezuelanska militärhelikoptrar. Flygplanet El Rio Caroni kan idag ses utanför flygplansterminalen vid Ciudad Bolívar. 
Den 17 april 1956 drabbades Angel av en huvudskada, då han landade sitt plan i David, Chiriquí, Panama. Strax därefter drabbades han av en hjärtattack och led av diverse sjukdomar i åtta månader, till dess att han drabbades av lunginflammation och skickades till Gorgas hospital i Panama City, där han avled den 8 december 1956. Hans kvarlevor kremerades och spreds över Angelfallen den 2 juli 1960.